# Westwijk (Amstelveen)

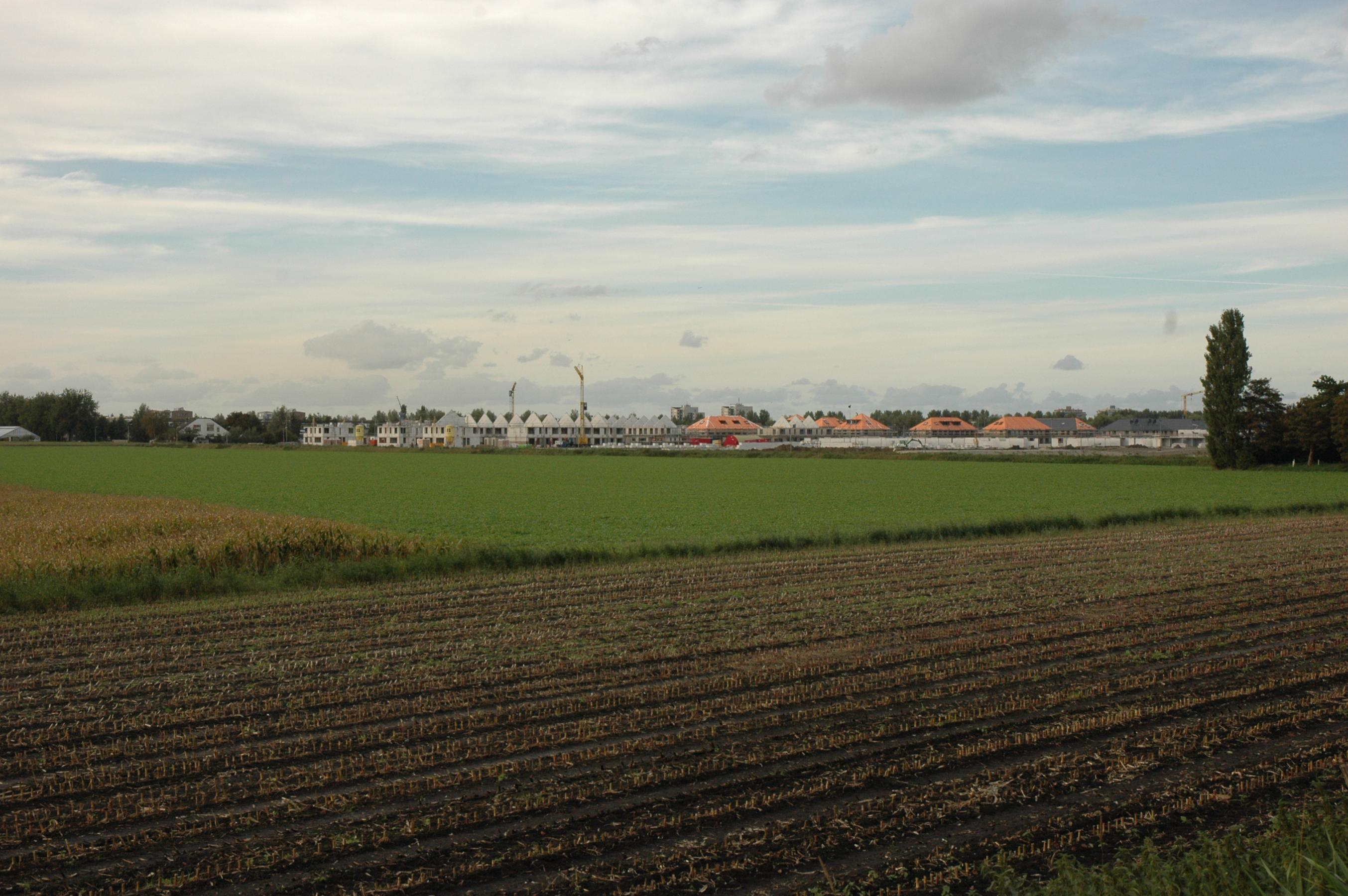
Westwijk II in aanbouw (2007).

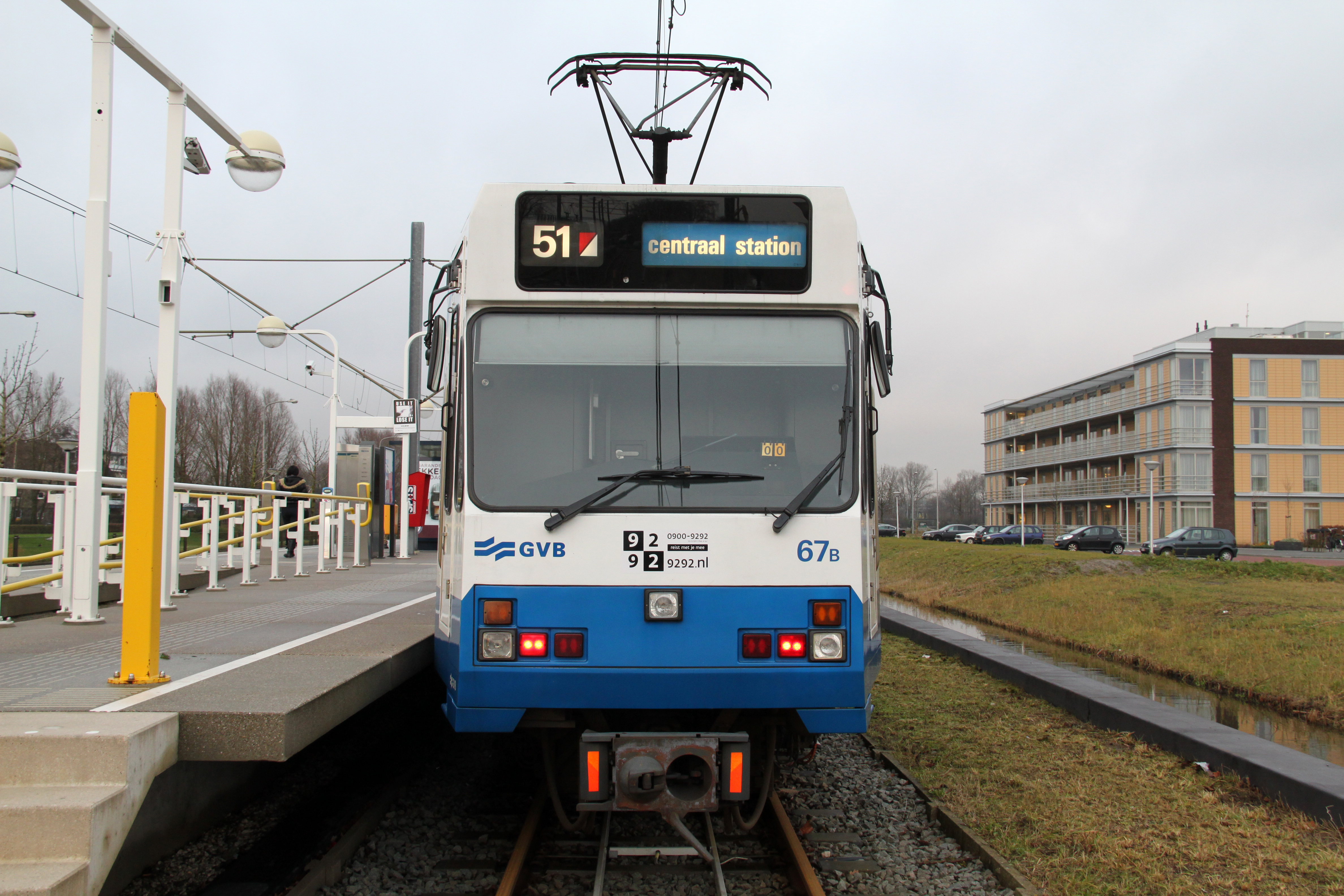
Sneltram op eindhalte Westwijk (2011).

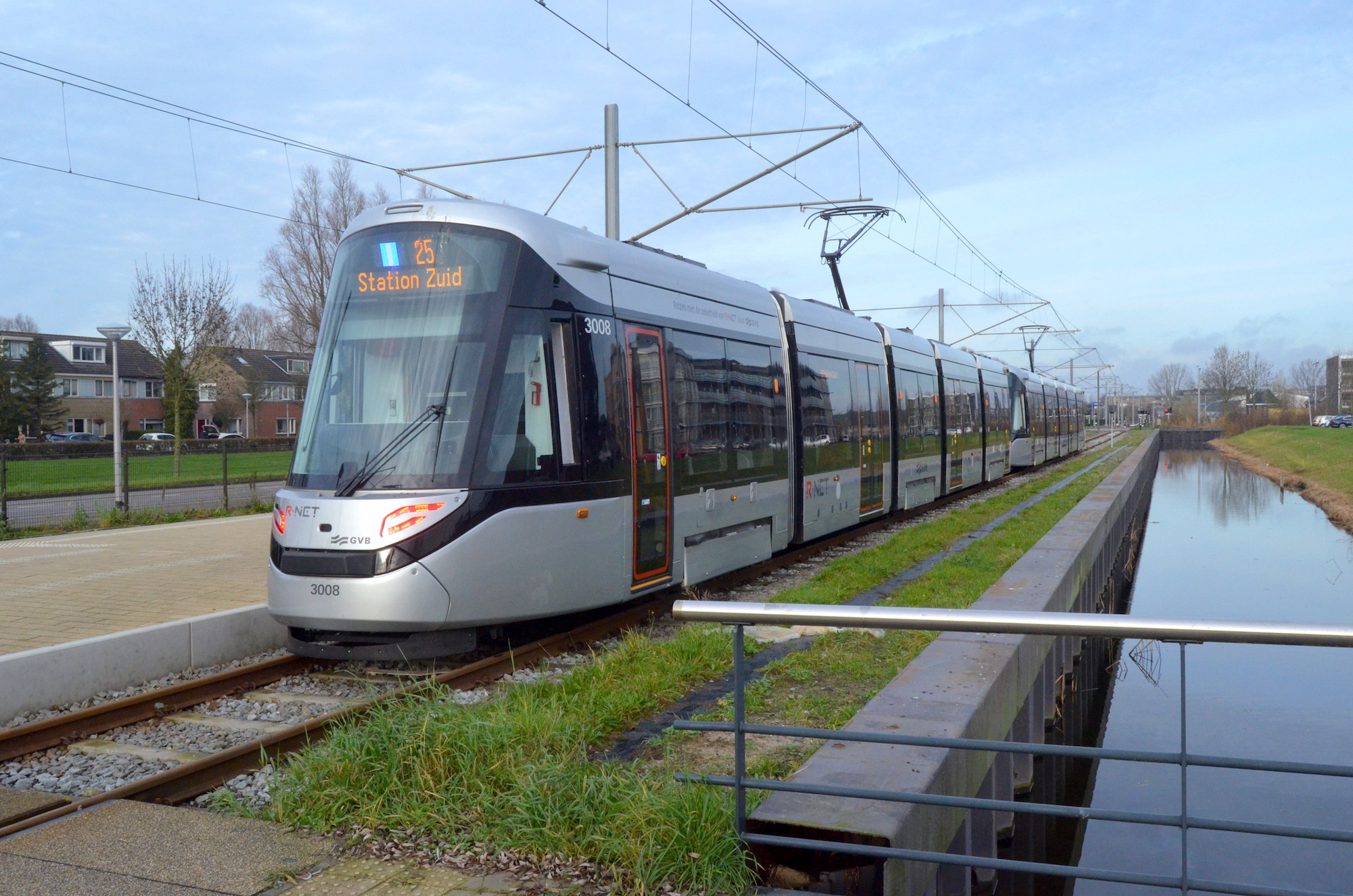
Tramlijn 25 op de eerste dag van de Amsteltram aan de halte Amstelveen Westwijk; 13 december 2020.

Westwijk is de meest recente uitbreidingswijk van Amstelveen en ligt in het zuidwesten van de gemeente. De wijk ligt ten noorden van de J.C.van Hattumweg, ten westen van de Bovenkerkerweg, ten zuiden van de Beneluxbaan en ten oosten van de N231 (de Legmeerdijk).

## Geschiedenis
In de Middeleeuwen was het gebied waar Westwijk nu ligt een veenmoeras rond het Legmeer. Het gebied was nat en nauwelijks begaanbaar. Na de Middeleeuwen werden veel van dit soort gebieden uitgeveend voor de turfwinning. De zo ontstane Legmeerplassen werden tussen 1877 en 1882 op particulier initiatief drooggelegd, hier kwamen de Noorder en Zuider Legmeerpolder. De nieuwe grond bleek uitermate geschikt voor teelt van gewassen, bomen en planten en een groot deel van de oorspronkelijke beroepsbevolking stapte over van de visserij naar het telen van gewassen.
Westwijk ligt geheel in de Noorder Legmeerpolder. De eerste steen voor de wijk werd begin jaren '90 gelegd. Westwijk-Zuid werd later in fases aangelegd als Westwijk II (Westwijk Zuidoost) en Westwijk Zuidwest. De zogenoemd 'laatste uitbreidingswijk van Amstelveen'. De Scheg wordt in de toekomst als onderdeel van Westwijk ten zuiden van de J.C. van Hattumweg en huidige bebouwing gebouwd.
De wijk had in 2019 circa 15.380 inwoners (16,8% van Amstelveen).

## Opbouw van de wijk
Het centrum van de wijk is het Westwijkplein met een winkelcentrum, een bibliotheek en een wijkcentrum. Om dat centrale deel van de wijk ligt een vierkantige ringweg genaamd Asserring, vanwaar verschillende radiale wegen alle delen van de wijk verbinden. In noord-zuidelijke richting ligt kaarsrecht door de wijk de Noorddammerweg, die het historische dorp (en naastgelegen wijk) Bovenkerk en gemeente Uithoorn met elkaar verbinden. Al sinds het begin van de ontwikkeling van Westwijk grenst het aan bedrijventerrein Legmeer. Aan de Westzijde aan de Legmeerdijk ligt het kleinschalige Bedrijventerrein Westwijk aan de Schweitzerlaan. Aan de westzijde van Westwijk Zuidwest, aan de andere kant van de Legmeerdijk in Oosteinde, bouwde Aalsmeer de wijken Oranjewijk en Nieuw Oosteinde op aanzienlijke afstand van de eigen dorpskern, in de invloedssfeer van Westwijk. Westwijk bestaat voornamelijk uit lage suburbane bebouwing met enkele hogere bebouwing rondom het centrale winkelcentrum en langs de oost-westelijke as Rosa Spierlaan-Eyckenstein in Westwijk-Noord.

## Openbaar vervoer
De busbaan met bushalte aan het Westwijkplein verbindt verschillende regionale buslijnen aan elkaar. Buslijn 357/358 geeft een verbinding met Aalsmeer, het stadshart, station Zuid en het centrum van Amsterdam. Buslijn 199 verbindt de wijk met Schiphol-Noord en met Middenhoven, Groenelaan en het stadshart.
In 2004 werd de toenmalige sneltramlijn 51 vanaf Poortwachter in Amstelveen Middenhoven met drie haltes verlengd tot een nieuwe eindhalte aan de Hammarskjöldsingel nabij de J.C. van Hattumweg, genaamd Westwijk. Per 3 maart 2019 verdween sneltramlijn 51 en werd, na de verbouwing van de lijn tot Amsteltram, per 13 december 2020 vervangen door de nieuwe tramlijn 25. Zuidelijk van Westwijk is in 2020 voorbij de J.C. van Hattumweg een opstelterrein aangelegd voor het trammaterieel van de Amsteltram.
Deze lijn, die deels over een het voormalige Haarlemmermeerspoorlijnen-tracé loopt, is in 2024 vanaf Westwijk verlengd naar Uithoorn. Deze Uithoornlijn vormt de verbinding vormen tussen Uithoorn-Centrum en Amsterdam-Zuid.